# Catherine Grèze
Catherine Grèze (ur. 15 kwietnia 1960 w Paryżu) – francuska polityk, działaczka ekologiczna, posłanka do Parlamentu Europejskiego VII kadencji.

## Życiorys
W 1985 została aktywistką partii Zielonych. Reprezentowała to ugrupowanie w federacjach międzynarodowych. Objęła funkcję koordynatorki ruchu Global Greens.
W wyborach w 2009 z listy Europe Écologie uzyskała mandat deputowanej do Parlamentu Europejskiego VII kadencji. Przystąpiła do grupy Zielonych – Wolnego Sojuszu Europejskiego oraz do Komisji Rozwoju.